# イブニングネットワーク首都圏
『イブニングネットワーク首都圏』（イブニングネットワークしゅとけん）は、1988年4月4日から1997年3月31日までNHK放送センターが制作・放送していた関東ローカルのニュース番組である。

## 放送時間
| 放送期間                     | 放送時間                              |
| ---------------------------- | ------------------------------------- |
| 1988年4月4日 - 1991年3月29日 | 月曜日 - 金曜日 18:00 - 19:00（60分） |
| 1991年4月1日 - 1992年4月3日  | 月曜日 - 金曜日 18:10 - 18:57（47分） |
| 1992年4月6日 - 1993年4月2日  | 月曜日 - 金曜日 18:30 - 18:57（27分） |
| 1993年4月5日 - 1997年3月31日 | 月曜日 - 金曜日 18:30 - 18:58（28分） |

## 出演者
キャスター
当初は全国ネット向けのパートのキャスターも兼務し、1992年より前半が全国ネットの「列島リレー」、後半が「首都圏」という構成となった際も池上が通しで担当していたが、1994年度より「列島リレー」と「首都圏」の担当キャスターは完全に分けられた。
| 期間         | 期間          | キャスター | キャスター |
| ------------ | ------------- | ---------- | ---------- |
| 1988年4月4日 | 1989年3月31日 | 松平定知   | 森田美由紀 |
| 1989年4月3日 | 1990年3月30日 | 佐藤充宏   | 森田美由紀 |
| 1990年4月2日 | 1993年4月2日  | 池上彰     | 村松真貴子 |
| 1993年4月5日 | 1994年4月1日  | 池上彰     | 有江活子   |
| 1994年4月4日 | 1995年3月31日 | 平石富男   | 有江活子   |
| 1995年4月3日 | 1997年3月31日 | 平石富男   | 櫻木真由美 |

リポーター
- 河野多紀

## コーナー
- ビビットTOKYO
  - 首都圏の話題のスポットを現地からの中継を交えながら紹介する。担当は、『にっぽん列島ただいま6時』からの継続出演者である宮本隆治。
- リポートくらし
- ラウンドアップ首都圏

## テーマ曲
- 1994年4月4日 - 1995年3月31日:ユージーン・フリーゼン「River Music」（オープニング）・服部克久「ロンシャン」（エンディング）
- 1995年4月3日 - 1997年3月31日:Network Music Ensemble「Fifth Avenue」